# Aube, Moselle
Aube là một xã trong vùng Grand Est, thuộc tỉnh Moselle, quận Metz-Campagne, tổng Pange. Tọa độ địa lý của xã là 49° 01' vĩ độ bắc, 06° 20' kinh độ đông. Aube nằm trên độ cao trung bình là 240 mét trên mực nước biển, có điểm thấp nhất là 219 mét và điểm cao nhất là 282 mét. Xã có diện tích 5,31 km², dân số vào thời điểm 1999 là 203 người; mật độ dân số là 38 người/km². Aube nằm về phía đông nam của Metz.

## Thông tin nhân khẩu
| 1962 | 1968 | 1975 | 1982 | 1990 | 1999 |
| ---- | ---- | ---- | ---- | ---- | ---- |
| 185  | 193  | 180  | 182  | 211  | 203  |